# 不可奸淫
"不可奸淫"（羅馬化：Lōʾ t̲inʾāp̲）出自希伯来圣经的《出埃及记》，是十诫中的一条。根据不同宗教的传统，该条诫命在天主教和路德宗中被视为第六诫，而在犹太教及多数新教传统中则列为第七诫。《圣经》中并未明确界定奸淫的具体含义，因此在犹太教与基督教内部存在不同解释。“淫乱”一词通常被用来指代非法性行为、卖淫、偶像崇拜和无法律约束的行为。

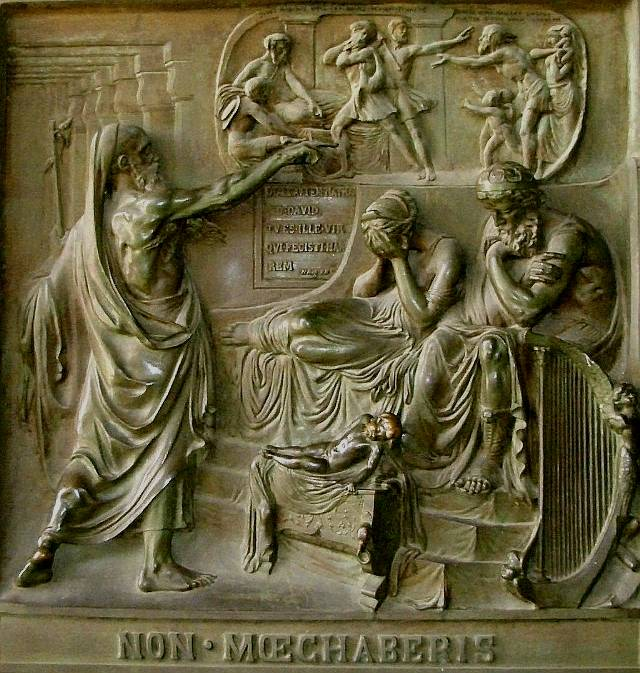
巴龙·亨利·德·特里凯蒂（Henri de Triqueti, 1803–1874）所创作的青铜浮雕《不可奸淫》（1837年），现藏巴黎马德莲教堂大门

不可杀人，不可奸淫，不可偷盗，不可作假见证陷害人。——出埃及记 20:14

## 宗教观点

### 犹太教
对诫命的违犯亦被称为不洁或污秽。这一术语尤其用于描述三种主要的严重罪行，即偶像崇拜、奸淫和谋杀……关于奸淫，《利未记》18章24节中写道：“你们在这一切事上不可玷污自己。”
 — 迈蒙尼德，《迷途指南》
利未记 20:10 明确规定了《希伯来圣经》中奸淫的定义，并将其定为死刑罪。在该节经文和犹太传统中，奸淫是指一个男子与一位“已婚”的非其合法妻子的女子发生性关系：

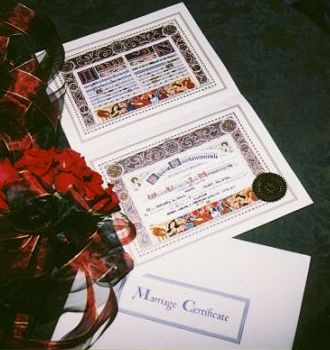
现代犹太婚约文书（Ketubah）

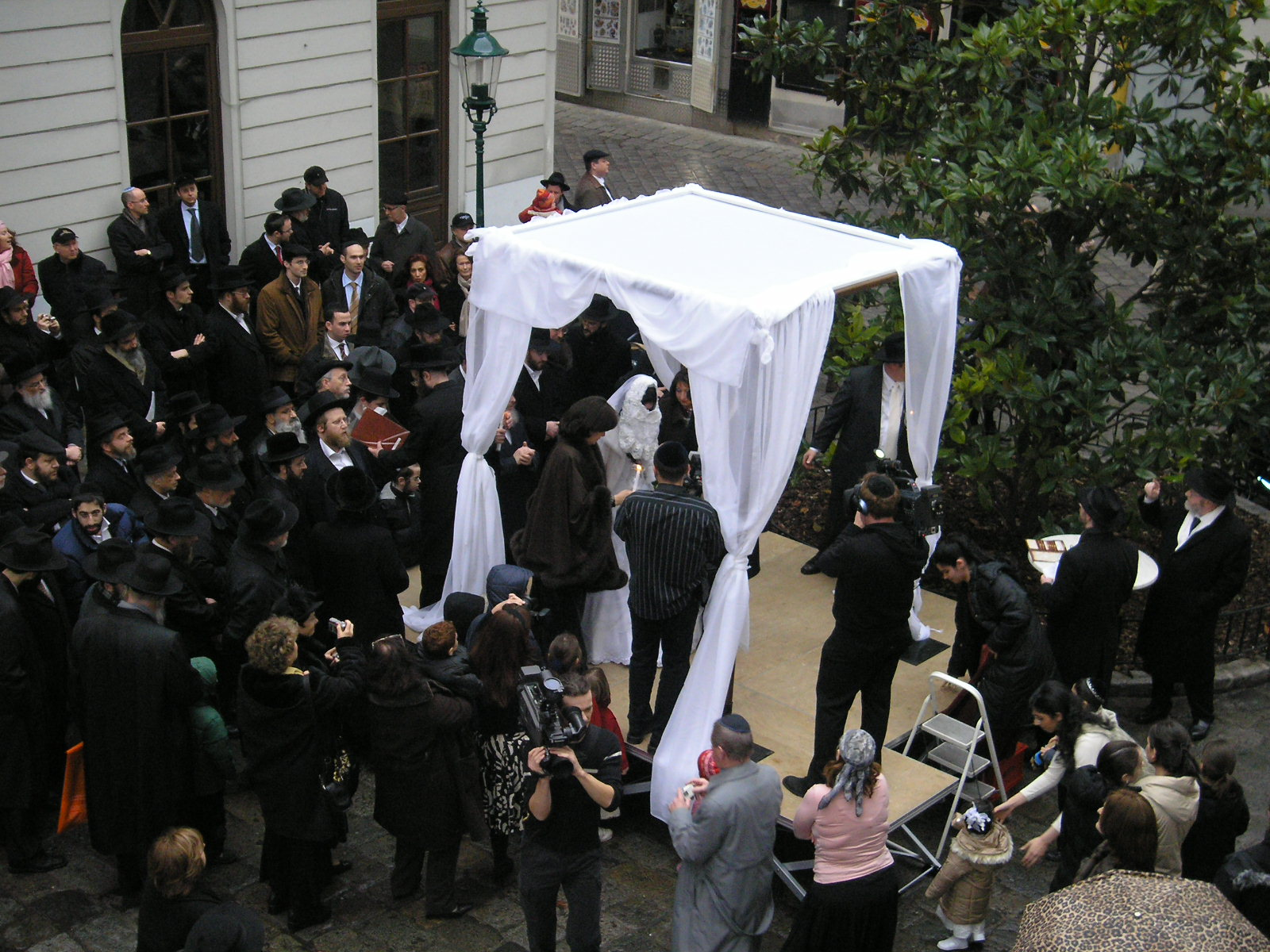
2007年奥地利维也纳的一场犹太婚礼

与邻舍之妻行淫的男子和女子，奸夫淫妇，必被治死。
因此，根据希伯来圣经，如果女性未婚（除非她已订婚），则不构成奸淫，而男子是否已婚并不影响其是否构成奸淫行为（即男子可以是未婚或另有妻子）。
若一名已婚女子遭非其丈夫的男子强奸，只有强奸者被视为犯奸淫罪，该女子并不受罚：《圣经》称此情况“如同人起来攻击邻人，将他杀了一样”；正如被害人不为谋杀罪负罪，强奸受害者亦不因奸淫被惩处。
若丈夫怀疑其妻有奸淫行为，可以通过苦水试炼仪式来判断她是否有罪。 或者，要执行死刑，必须有至少两位证人，并且涉事男女都将受到惩罚。 虽然奸淫案件往往难以举证，但随着法律发展，丈夫可以根据间接证据在无证人情况下休妻。
在第二圣殿被毁前，犹太法庭已放弃执行死刑的权力，对奸淫行为的惩罚亦发生变化：犯奸淫者会被鞭打，女子的丈夫必须与其离婚，她也会失去婚约中的财产权利。与其奸的男子不得娶她为妻；若两人仍结婚，必须强制离婚。
尽管法律执行不一，“不可奸淫”的诫命始终存在。奸淫被列为三大“宁死不犯”的罪行之一（另两项为偶像崇拜与谋杀）。 此为公元132年巴·柯赫巴起义期间，在吕达举行的拉比会议的共识。
直至现代，正统派犹太教、保守派犹太教与改革派犹太教的拉比都强调，性关系应当仅限于婚姻之中。 他们认为，婚外性行为会破坏婚姻，甚至摧毁爱情本身；同时也强调婚姻中的性行为对促进爱与亲密关系具有积极作用。

### 基督教

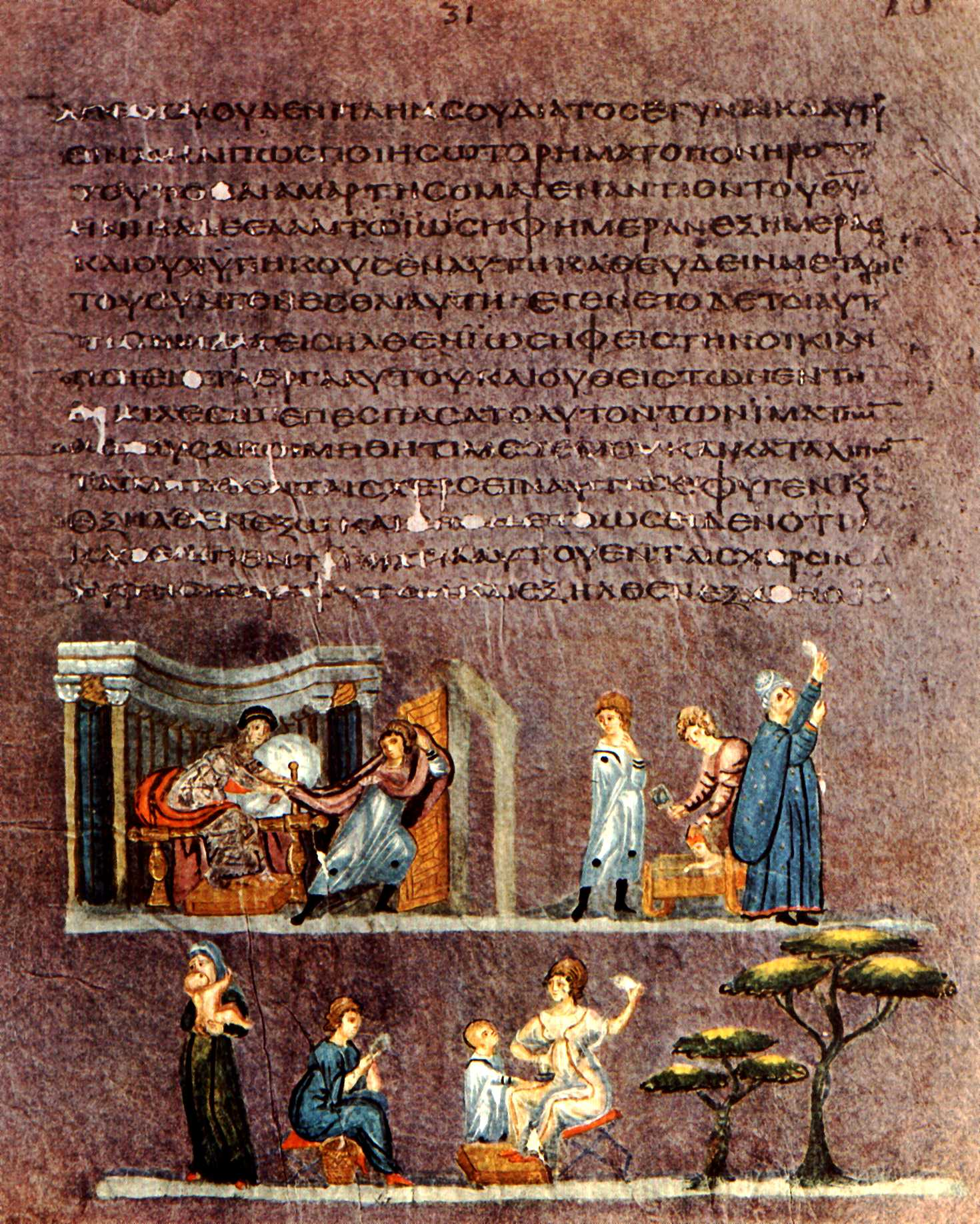
在埃及，约瑟以巨大的代价拒绝了奸淫的诱惑。图为1743年《维也纳圣经》插图

#### 新约中的教导
在四福音书中，耶稣肯定了“不可奸淫”这一诫命的有效性，并似乎进一步加以扩展，他说：“只是我告诉你们：凡看见妇女就动淫念的，这人心里已经与她犯奸淫了。” 然而，包括托马斯·阿奎那在内的一些注释者认为，耶稣此处是在联系另一条诫命：“不可贪恋你邻舍的妻子。”
根据四福音书，耶稣曾引用《创世记》来强调婚姻关系的神圣起源，并总结道：“既然如此，夫妻不再是两个人，乃是一体的了。所以，神配合的，人不可分开。” 耶稣否定了允许任意离婚的方便规定，并指出只有淫乱（即违反婚姻契约）是可以离婚而不构成奸淫的唯一理由。
使徒保罗亦有类似教导（通常被称为“保禄特权”）：
至于那已经结了婚的人，我吩咐——其实不是我吩咐，乃是主吩咐——妻子不可离开丈夫……丈夫也不可离弃妻子。我对其余的人说——这不是主说，是我说——倘若那不信的愿意离去，就由他离去吧。在这样的情况下，弟兄或姊妹都不必拘束，因为神呼召我们是要我们和睦。
《约翰福音》中记载了一位被行淫时被捉的妇人的故事。执行律法的领袖将她带到耶稣面前求其判断。耶稣明确将奸淫认定为罪，但他说的“你们中间谁是没有罪的，就可以先拿石头打她”这一句话，不是针对律法本身，而是唤醒人的良知。 一些解经者指出，若该妇人确系当场被捉奸，应当同时也有男性被带来接受审判。 因律法明确规定，奸淫的男女双方都应被处死。 而未带来男方接受审判的这些领袖，也就分担了罪责，无资格执行处罚。耶稣虽未为妇人开脱其罪，却对她说：“我也不定你的罪。去吧，从此不要再犯罪了。”
使徒保罗明确指出奸淫的严重性：
 你们岂不知不义的人不能承受神的国吗？不要自欺！无论是淫乱的，拜偶像的，奸淫的，作孌童的，亲男色的，偷窃的，贪婪的，醉酒的，辱骂的，勒索的，都不能承受神的国。 
 —  《哥林多前书》6:9–11，钦定本（KJV）
在婚姻中，正常的性关系是被期望且被鼓励的：“丈夫当用合宜之分待妻子，妻子待丈夫也是如此。妻子没有权柄主张自己的身子，乃在丈夫；丈夫也没有权柄主张自己的身子，乃在妻子。” 作为“一体”，夫妻共享这种权利和亲密，新约并不将性关系视为配偶之间可以随意收回的特权。“夫妻不可彼此亏负，除非两相情愿暂时分房，为要专心祷告方可；以后仍要同房，免得撒但趁你们情不自禁引诱你们。” 保持婚内性关系的一个理由就是避免陷入奸淫的试探。
经文表明保罗本人未婚， 但并未明确他是从未结婚还是丧偶。然而，保罗指出单身有其实用优势， 并称能安于独身是一种“恩赐”， 性欲则是多数人的普遍状态。因此，他建议多数人结婚，以避免被情欲所困，或在“欲火中焚烧”中度过一生。

#### 天主教会
奸淫是指婚姻中的不忠。当两位至少有一人已婚的伴侣发生性关系——即使是短暂的——他们就犯了奸淫罪。 
 —  《天主教教理》2380条
根据《天主教教理》，订婚中的男女应在婚礼前避免性关系。保持这一节制，不仅是对“不可奸淫”诫命的遵守，也被视为婚后忠贞的重要预备：
 订婚的男女被召唤在贞洁中保持节制。他们应将这段试炼时期视为彼此尊重的探索、对忠贞的学习，以及期盼彼此作为天主所赐的礼物。他们应将属于婚姻之爱的亲昵表达保留到婚后。这段时期将帮助他们在贞洁上共同成长。 
 —  《天主教教理》2350条
天主教的传统将“不可奸淫”这一诫命理解为涵盖整个人类性行为的范畴，因此包括色情行为在内的许多其他性行为，无论是否涉及已婚者，在《教理》中都被列为对该诫命的违犯。
奸淫不仅被视为个人对天主的罪，也是对社会基本单位——家庭——的伤害，被视为一种社会不公：
 奸淫是一种不公。犯奸淫者违背了承诺，伤害了婚姻作为盟约标志的本质，侵犯了配偶的权利，并通过破坏这一契约基础动摇了婚姻制度。他危及人类的生育福祉，也影响到孩子们对父母稳定结合的需求。 
 —  《天主教教理》2335条
特利腾大公会议教理书（第三部分）于1566年出版，对奸淫的定义比今日更为严格，指出：“这一诫命可归纳为两方面：一是明确禁止奸淫，二是内隐强调心灵与身体的纯洁。”从而将“不可奸淫”与“情欲”的普遍罪联系在一起。

#### 新教
約翰·加尔文将“不可奸淫”理解为也包括所有婚外性行为：
虽然此处特别提到一种不洁行为，但从所设立的原则看得很清楚，这条诫命是一般性地劝勉信徒守贞洁；因为如果律法是圣洁生活的完全准则，那就极其荒唐若它仅禁止奸淫却容许淫乱。
马太·亨利认为此诫命不仅禁止奸淫，也禁止一切淫乱行为，并指出人面对这类试探的普遍挣扎：“这条诫命禁止一切污秽之举，以及所有导致这些行为、与灵魂作战的肉体情欲。” 他援引《马太福音》5:28，强调耶稣所说：“凡看见妇女就动淫念的，这人心里已经与她犯奸淫了。”
婚姻人人都当尊重，床也不可污秽；因为苟合行淫的人，神必要审判。——《希伯来书》13:4，新国际版（NIV）
对于上述经文，马太·亨利评论道：
这里有：1. 对神所设立婚姻的推荐——它是人人都应尊重的；2. 对淫乱行为的严厉（但公义）谴责。
约翰·卫斯理认为，尽管奸淫者“常常逃脱人类的审判”，神的审判却必然临到。
马丁·路德指出，与圣经时代相比，他所处的时代中单身人数大大增加，因此情欲试探也随之增强，出现了更多令神不悦的性行为：
然而，如今在我们中间，充斥着可耻的混乱和最下流的淫邪，因此这条诫命也反对一切形式的不贞，不论其名称为何……因为血肉之体终究是血肉之体，其本性倾向与冲动在所难免，人人都能感受到。为使人能更容易避免淫邪，神设立了婚姻制度，使每个人能拥有自己应得的部分，满足其中…… ——马丁·路德，《大教理问答》
路德既不否定人类性欲，也不谴责其存在，反而如同使徒保罗一样，指出神设立婚姻关系，是为使人能正当地享受性行为。他指出配偶之间应彼此珍惜，这样爱与贞洁之欲便能油然而生，从而更容易守贞。
最后我要说，这条诫命也要求每人爱护并珍视那由神赐给他的配偶。若要维持婚姻贞洁，夫妻就必须彼此相爱和谐共处，从内心真诚地珍惜对方、忠于彼此。因为这是激发爱情和贞洁愿望的关键之一；一旦存在这种关系，贞洁就会自然而然地产生，而无需律法强制。因此，圣保罗才如此殷勤地劝诫夫妻彼此相爱、相互尊重。——马丁·路德，《大教理问答》
著名的“邪恶圣经”于1631年出版，其中误将“不可奸淫”中的“不可”漏印，变成了“你要奸淫”。历史学者对此众说纷纭，有人认为这是印刷错误，也有人猜测是竞争对手的蓄意破坏行为。